# Chiesa dell'Addolorata (Foggia)
La chiesa dell'Addolorata è una chiesa di Foggia.
È sede della Confraternita di Maria SS. dei Sette Dolori, fu costruita dal 1739 al 1741 per volontà di mons. Emilio Giacomo Cavalieri, vescovo di Troia e zio di Alfonso Maria de' Liguori. È barocca; con la facciata coronata da un ricco fastigio con volute laterali e con al centro una finestra mistilinea. L'interno è a pianta ellissoidale, con altari marmorei di pregevole fattura; sul maggiore è la miracolosa statua dell'Addolorata, che nella processione del Venerdì Santo, precede l'urna del Cristo Morto. Notevoli i dipinti del "Cristo morto portato al sepolcro" sono del foggiano Vincenzo De Mita (datata 1805) e la "Sacra Famiglia" del napoletano Francesco De Mura. La confraternita di Maria SS. dei Sette Dolori venne fondata ed eretta nel 1711 da mons. Emilio Cavalieri ed in un primo momento ebbe sede nella chiesa di S. Maria di Loreto (oggi detta di S. Eligio), nel 1715 si trasferì nel Succorpo e infine nel 1741 passa nell'attuale chiesa, dedicata alla sua Titolare. Detta Confraternita ebbe l'approvazione delle regole con l'assenso del re Ferdinando IV di Napoli il 31 gennaio 1761 e con decreto di sanatoria sulla fondazione, emanata da Ferdinando II delle Due Sicilie il 26 agosto 1857, venne eretta in ente morale. Essa ebbe maggior sviluppo quando, riunita in oratorio, con deliberazione del 3 aprile 1765 decise di ammettere anche le donne, dando loro il nome di "consorelle".